# Eberhard Roscher
Eberhard Roscher (* 21. Mai 1874; † 11. Juni 1945) war ein deutscher Unternehmer und Politiker.

## Leben
Roscher gehörte wegen seiner zahlreichen politischen und wirtschaftlichen Ämter zu den Honoratioren der Städte Merseburg und Halle und des mitteldeutschen Industriereviers. Er war Bankdirektor und langjähriges Vorstandsmitglied der Genossenschaftsbank zu Halle.

### Politik
Für den „Nationalen Ordnungsblock“ zog er 1925 in den Provinzial-Landtag von Sachsen ein. 1931 wurde er als Landesrat a. D. in den Stadtrat der Stadt Halle gewählt.

### Wirtschaft
1933 schied er aus dem Aufsichtsrat der Elektrischen Kleinbahn im Mansfelder Bergrevier AG aus, dem er seit 1921 angehörte. In den 1930er Jahren war er langjähriges Mitglied des Aufsichtsrates der Konservenfabrik zu Seehausen in der Altmark. 1942 war er stellvertretender Vorsitzender des Aufsichtsrates.